# Adrián Miramón
Adrián Miramón Quiroga, né le 13 mai 1991 à Malaga, est un rameur espagnol. Dans les compétitions d'aviron de mer, il concoure à partir de 2022 sous les couleurs de l'Irlande de son club Wicklow RC.

## Biographie
S'il s'essaye à l'athlétisme à l'âge de 18 ans, il commence à se concentrer sur l'aviron de mer trois ans plus tard.
Il règne sur la discipline depuis 2015, date de son premier sacre en solo aux championnats du monde d'aviron de mer de Lima. Il est 21 fois champion d'Espagne, cinq fois champion d'Europe et sept fois champion du monde d'aviron de mer. Il concoure également en aviron de plage (format sprint) avec un titre dès le premier championnat du monde en 2019.